# Para-attelage

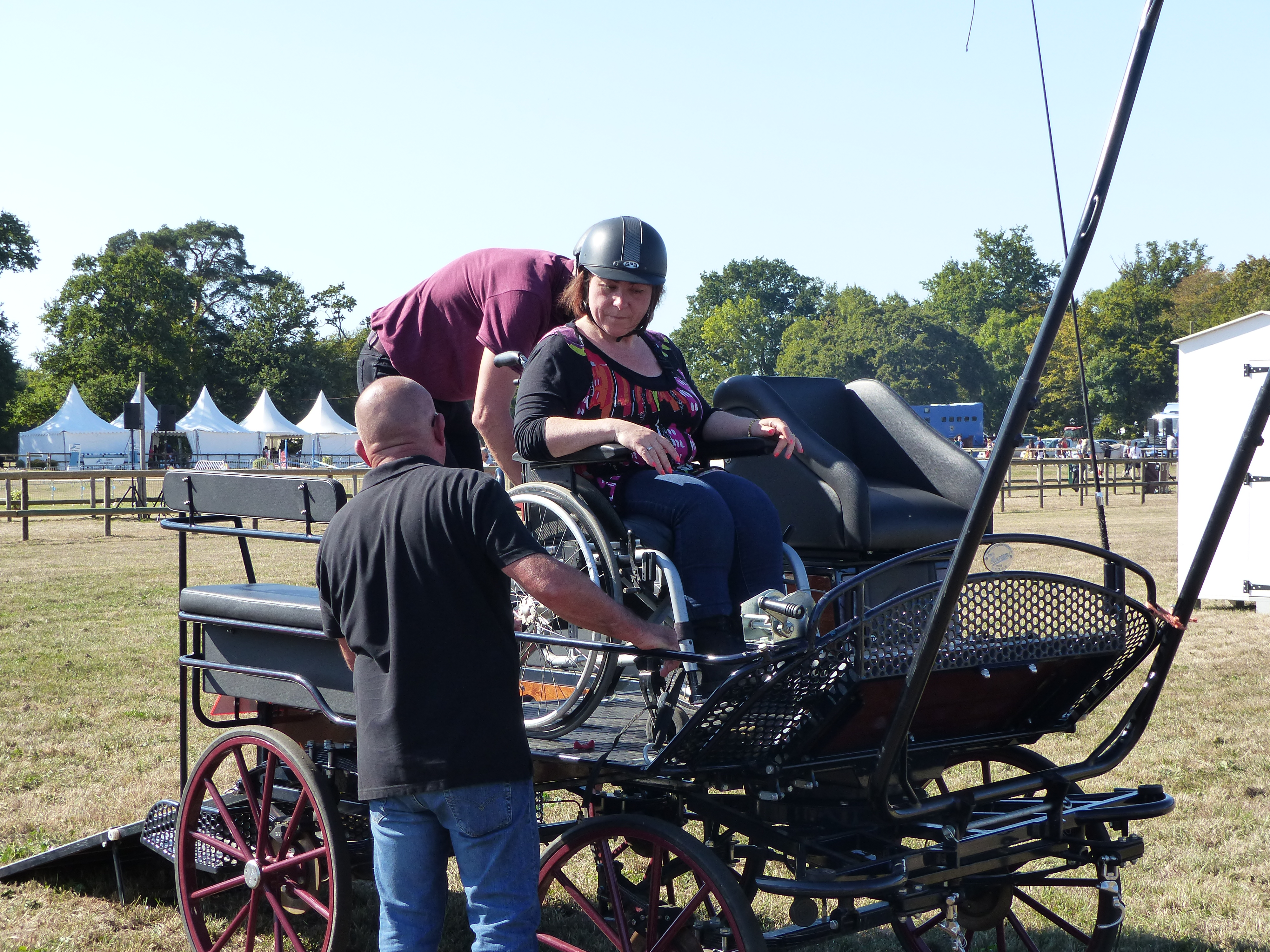
Voiture de para-attelage à la Fête du Cheval, de l’Ane et du Poney 2019, à Rennes.

Le para-attelage est un sport équestre d'attelage adapté aux personnes qui se déplacent en fauteuil roulant.

## Histoire
Le para-attelage est peu connu et peu répandu, s'agissant d'une discipline qui fait appel à une voiture adaptée à l'accueil d'un fauteuil roulant. En France, cette activité est soutenue et promue par l'Institut français du cheval et de l'équitation,, qui s'occupe entre autres de la conception de voitures adaptées et de l'accessibilité pour les meneurs en fauteuil.
Des démonstrations ont notamment lieu en Bretagne, en 2019.

## Pratique mondiale
Le para-attelage est pratiqué en Grande-Bretagne, aux Pays-Bas, en Allemagne, en Hongrie et aux États-Unis.